# Agrypon fuscicorne
Agrypon fuscicorne là một loài tò vò trong họ Ichneumonidae.